# Tetín (okres Beroun)
Tetín je obec v okrese Beroun ve Středočeském kraji asi dva kilometry východně od Berouna nad řekou Berounkou. Celá obec v ní žije 867 obyvatel.
Obec Tetín je známa jako poutní místo, hlavní poutě se pořádají první neděli po 16. září.[zdroj?]

## Historie
Místo, kde stojí vesnice, bylo osídleno už v neolitu. Během pozdní doby bronzové mohlo vzniknout nejstarší opevnění a neopevněné sídlo zde existovalo v době laténské. Počátky Tetína jsou v pověstech spojovány s Krokovou dcerou Tetou, ale dochované archeologické stopy pocházejí z přelomu 9. a 10. století, kdy bylo na ostrohu nad Berounkou postaveno tetínské hradiště. Počátkem 10. století na hradišti stál dřevěný dvorec, který byl vdovským sídlem kněžny Ludmily, která zde byla 15. září roku 921 zavražděna. Její tělo bylo pohřbeno dle legendy na starém hřbitově u kostela svatého Jana Nepomuckého. V roce 925, za vlády knížete Václava byly její ostatky převezeny a pohřbeny v bazilice svatého Jiří na Pražském hradě.

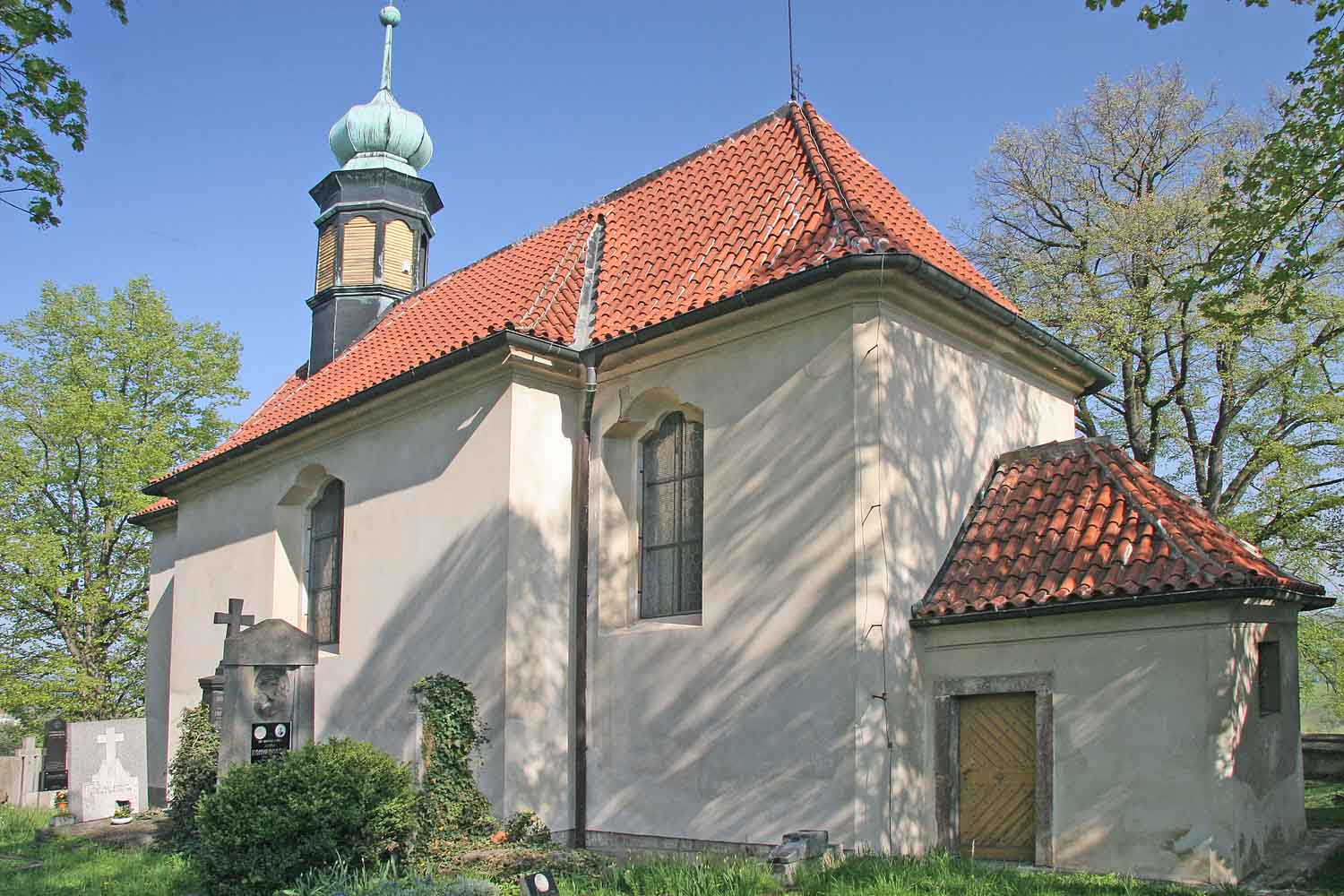
Románský, barokně výrazně přestavěný kostel Svatého Jana Nepomuckého

V 11. a 12. století byl Tetín sídlem Tetínské župy, která spravovala celé Podbrdsko. Tetín je zmiňován v zakládací listině vyšehradské kapituly, která byla založena kolem roku 1070 knížetem Vratislavem II. V roce 1288 měl ve vsi sídlo královský lovčí. Koncem 13. století byl tetínský hrad přestavěn na sídlo přemyslovských levobočků. V roce 1321 hrad držel Štěpán z Tetína, který Tetín prodal císaři Karlu IV. Ten pak Tetín připojil ke Karlštejnu, a hrad zanikl. V letech 1527–1533 na tetínské faře žil a psal Václav Hájek z Libočan svou Kroniku českou. Je po něm pojmenována místní základní škola.
V 19. století byla ve vsi vystavena židovská synagoga, která byla po více než 120 letech v roce 1974 zbourána. V roce 1917 v Tetíně nalezl Jan Axamit malý bronzový poklad. V roce 2020 bylo po rekonstrukci znovuotevřeno tetínské muzeum. Součástí muzea se stalo zároveň i informační centrum.
Tetínu věnoval dvě básně i významný spisovatel, novinář, překladatel, básník Jaroslav Seifert.

### Územněsprávní začlenění
Dějiny územněsprávního začleňování zahrnují období od roku 1850 do současnosti. V chronologickém přehledu je uvedena územně administrativní příslušnost obce v roce, kdy ke změně došlo:
- 1850 země česká, kraj Praha, politický okres Smíchov, soudní okres Beroun[11]
- 1855 země česká, kraj Praha, soudní okres Beroun
- 1868 země česká, politický okres Hořovice, soudní okres Beroun
- 1936 země česká, politický i soudní okres Beroun[12]
- 1939 země česká, Oberlandrat Kolín, politický i soudní okres Beroun[13]
- 1942 země česká, Oberlandrat Praha, politický i soudní okres Beroun[14]
- 1945 země česká, správní i soudní okres Beroun[15]
- 1949 Pražský kraj, okres Beroun[16]
- 1960 Středočeský kraj, okres Beroun - do r.1990
- 2003 Středočeský kraj, okres Beroun, obec s rozšířenou působností Beroun (nové krajské uspořádání)

### Rok 1932
V obci Tetín (přísl. Koda, 1235 obyvatel, poštovna, 3 katolické kostely) byly v roce 1932 evidovány tyto živnosti a obchody: cukrář, 2 holiči, 4 hostince, hotel Pivald, 2 kapelníci, konsum Včela, 2 kováři, krejčí, mlýn, 3 obuvníci, pekař, 2 obchody s lahvovým pivem, porodní asistentka, 2 rolníci, 2 řezníci, 3 obchody se smíšeným zbožím, švadlena, 2 trafiky, truhlář, obchod s uhlím, velkostatek Důras.

## Obyvatelstvo
| Rok            | 1869 | 1880 | 1890 | 1900 | 1910  | 1921  | 1930  | 1950 | 1961 | 1970 | 1980 | 1991 | 2001 | 2011 | 2021 |
| -------------- | ---- | ---- | ---- | ---- | ----- | ----- | ----- | ---- | ---- | ---- | ---- | ---- | ---- | ---- | ---- |
| Počet obyvatel | 551  | 630  | 720  | 900  | 1 066 | 1 040 | 1 167 | 929  | 913  | 850  | 798  | 717  | 702  | 702  | 820  |
| Počet domů     | 72   | 69   | 75   | 88   | 123   | 133   | 192   | 182  | 235  | 226  | 231  | 251  | 262  | 279  | 279  |

## Části obce
- Koda
- Tetín

V letech 1850–1920 k obci patřila i Tobolka.

## Doprava
Do obce vede silnice III. třídy a také cyklotrasa s názvem Stezka svaté Ludmily. Pod Tetínem vede železniční trať Praha–Plzeň. Je to dvoukolejná elektrizovaná celostátní trať, která je součástí 3. koridoru. Doprava na ní byla zahájena roku 1862. Nejbližší železniční stanicí je ve vzdálenosti dvou kilometrů Beroun.
Přes Tetín jezdí linka autobusu 633, kterou zajišťuje společnost PID. Trasa tohoto autobusu je Zdejcina – Tetín – Liteň. V roce 2011 v obci zastavovala autobusová linka Králův Dvůr – Tetín – Liteň (v pracovní jezdí každou hodinu spoj, o víkendu tři spoje )

## Společnost

### Sport
V obci funguje TJ Sokol Tetín, které pořádá různá cvičení mezi která patří například zdravotní cvičení, florbal či volejbal. V Tetíně byl založen Sportovní klub SK Tetín v roce 1912 a 12. července 2012 tetínský fotbal oslavil sto let od založení.

### Svatoludmilská pouť
Tetínská svatoludmilská pouť je obvykle třídenní. Akce se koná k uctění památky kněžny Ludmily. Součástí pouti jsou poutní mše, koncerty, přednášky a také například trhy. Termín pouti je každý rok jiný, ale zpravidla se koná vždy první sobotu po 16. září.

### Základní škola Václava Hájka z Libočan
Základní škola na Tetíně nese název po českém kronikáři a knězi Václavu Hájkovi z Libočan, který na Tetíně pobýval. Svůj název získala 25. listopadu 2019. Jedná se o malotřídní školu pro žáky prvního stupně.

## Pamětihodnosti

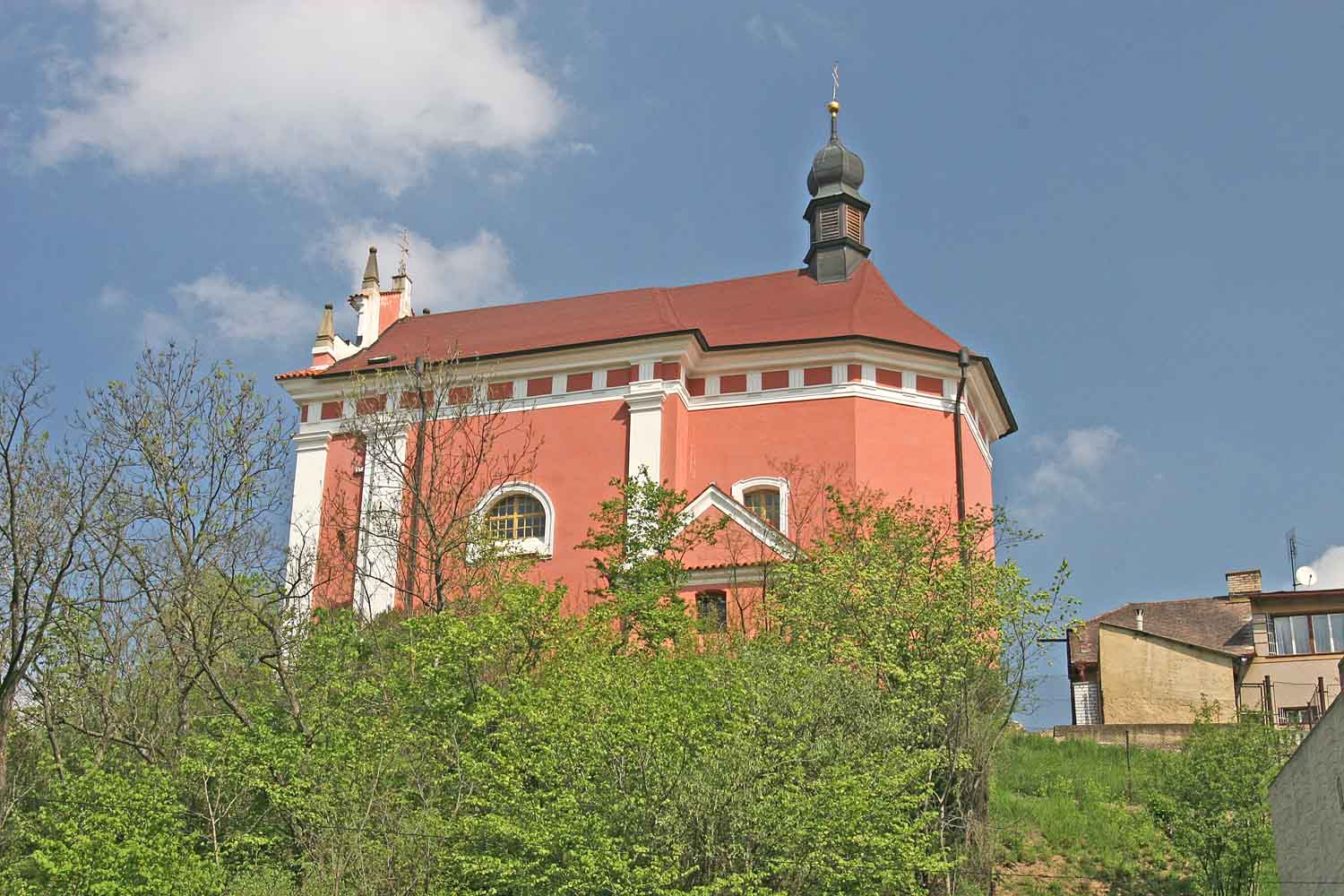
Barokní kostel Svaté Ludmily

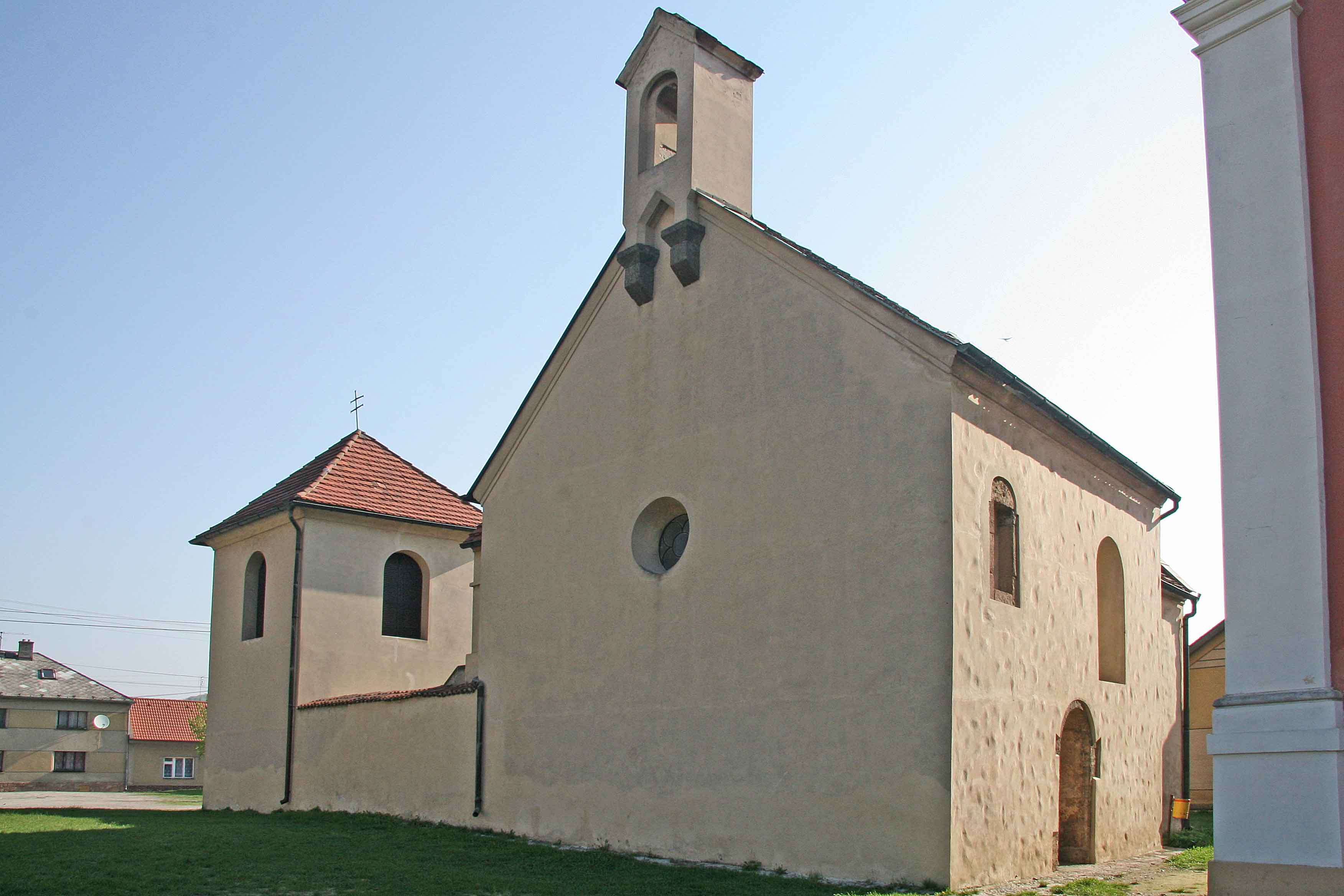
Románský kostel Svaté Kateřiny

- Hrad Tetín – hrad založený v polovině 13. století
- Pozůstatky tetínské hradiště
- Románský kostel svaté Kateřiny Alexandrijské
- Románský, barokně přestavěný kostel svatého Jana Nepomuckého
- Raně barokní kostel svaté Ludmily z osmdesátých let 17. století
- Fara – původně ze 14. století
- Barokní zámek (panský dvůr) – narodil se zde spisovatel a filolog Vácslav Vojáček, ve vlastenecky orientované rodině Vojáčků vyrůstala i dcera Františka Ladislava Čelakovského Marie (budoucí choť Karla Tůmy); další člen této rodiny Jan Bohdan Vojáček byl dlouholetým zemským poslancem.[25] V dnešní době lze poslouchat zvonkohrou hrající melodii písně „Nad Berounkou pod Tetínem“ každý den od 9 do 19 hodin v každou celou hodinu. Zámek není veřejnosti zpřístupněn. [26]
- Přírodní rezervace Tetínské skály
- Národní přírodní rezervace Koda
- Trampská osada Údolí děsu v Kodě
- Damil – vápencový vrch se zbytky pravěkého hradiště
- Jeskyně Martina[27]
- Naučná stezka Tetínské vyhlídky

## Osobnosti
- Svatá Ludmila (cca 860–921), přemyslovská kněžna, světice a babička sv. Václava
- Jan Nepomuk Vocet (1777–1843), český varhaník a hudební skladatel
- Zdeněk Kothera (1919–1942), příslušník RAF, plukovník in memoriam[28][29]
- Jana Brajerová (1924–2017), historička, patriotka Tetína a autorka publikace o obci[30]